# Baie Shark
La baie Shark (en anglais : Shark Bay, litt. la « baie aux requins » ou « des requins »), autrefois appelée baie des Chiens-Marins en français, est un golfe de l'océan Indien formé par le centre de la côte ouest de l'Australie-Occidentale. Elle est située à environ 800 km au nord de Perth, dans la région de Gascoyne, en un point qui est le plus à l'ouest de l'Australie. Elle doit son nom au navigateur anglais William Dampier, le premier Européen à la visiter en 1699. Le 25 octobre 1616, à environ 26° de latitude sud, Hartog et son équipage eurent la surprise de voir apparaître un groupe d'îles inconnues. Ils accostèrent sur une des îles qui est maintenant connue comme l'île Dirk Hartog à l'entrée de la baie Shark. Il était ainsi le second Européen connu à avoir posé le pied sur le territoire australien, le premier ayant été Willem Janszoon.
Shark Bay peut également se référer à :
- le golfe lui-même, avec ses péninsules et ses nombreuses îles.
- le comté de Shark Bay.
- la baie Shark telle qu'inscrite sur la  liste du patrimoine mondial de l'UNESCO
- le parc marin de Shark Bay.

## Le comté de Shark Bay

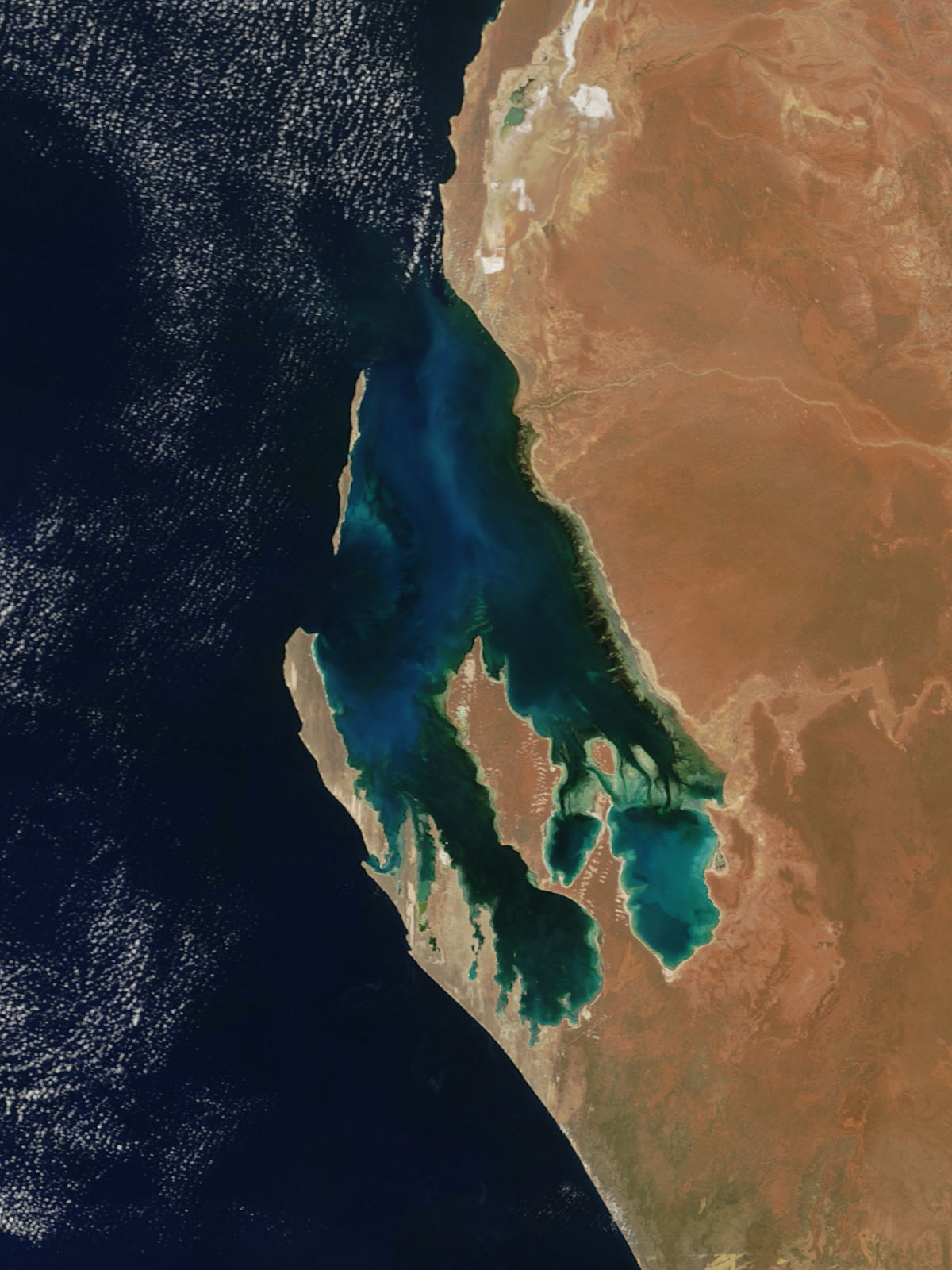
Baie Shark vue du ciel

Le comté de Shark Bay est une zone d'administration locale située en Australie-Occidentale. Sa superficie est de 25 423 km2, sa population d’environ 950 personnes. Il est constitué de deux péninsules, situées au point le plus à l’ouest de l’Australie. Il y a deux villes dans le comté de Shark Bay : Denham, qui en est le centre administratif, et Monkey Mia. Un certain nombre de personnes vivent à Havre Inutile, un site minier « fermé ».
Le comté de Shark Bay possède un climat semi-aride, avec une température maximale variant de 22 °C en juillet jusque 32 °C en février. Les chutes de pluie sont rares et variables, la plupart résultant de l’activité des cyclones tropicaux. La pluviosité annuelle moyenne est de 228 millimètres.
L'activité économique locale comprend le tourisme, la pêche, l’exploitation de sel, la culture de perles, l’exploitation minière de calcaire d'origine marine et diverses activités pastorales.

## Le site du patrimoine mondial de la baie Shark
La baie elle-même couvre une superficie d'environ 8 000 km2, pour une profondeur moyenne de 9 mètres. Elle est partagée par quelques langues de terre et possède de nombreuses péninsules et îles (Dirk Hartog, Dorre, Bernier…). La côte mesure environ 1 500 km de long. Le site se trouve à la jonction de trois régions climatiques et de deux zones botaniques importantes.

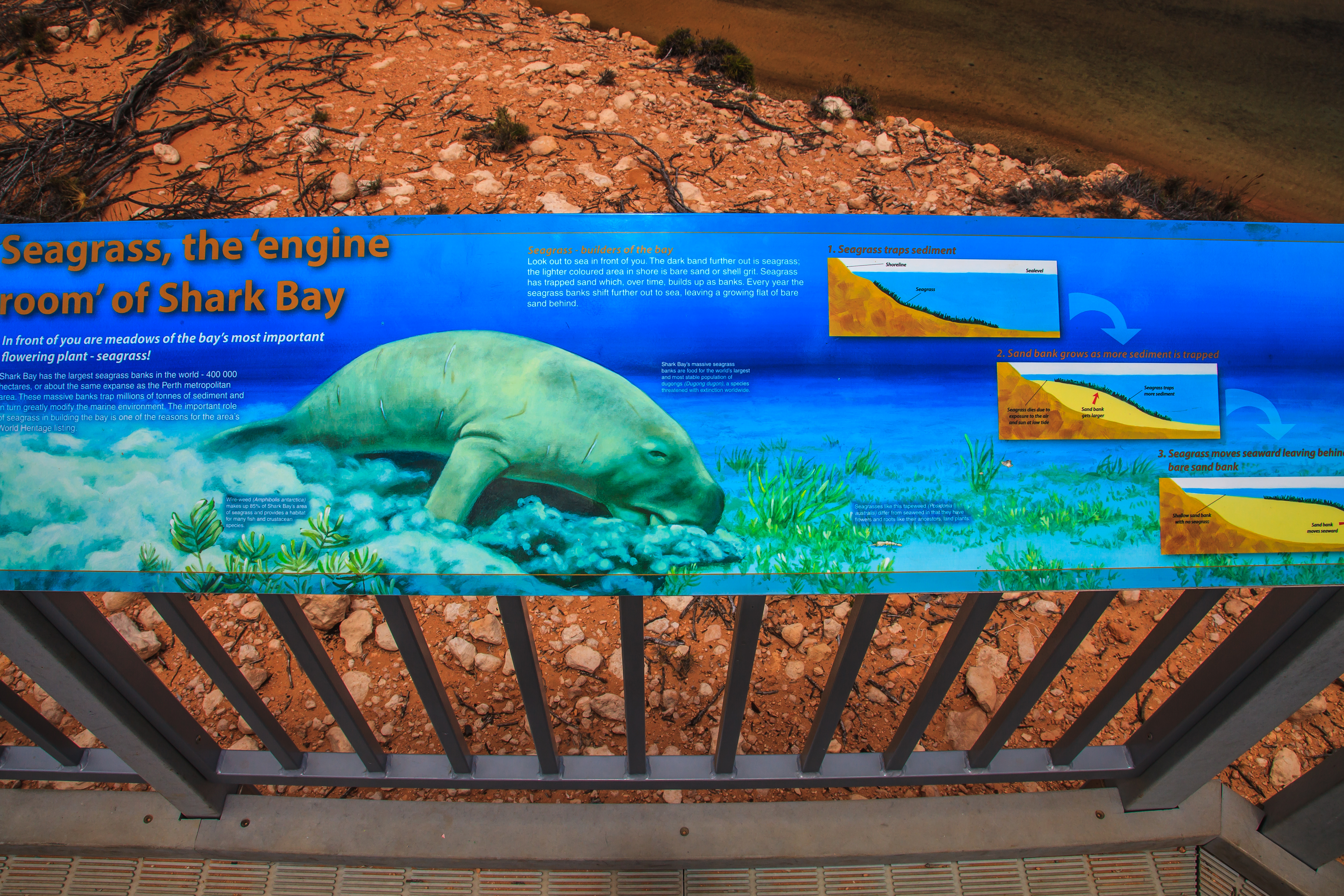
La baie Shark, la plus vaste prairie d'algues marines de la planète et ses vaches de mer, les Dugongs

La baie Shark est un endroit d'un intérêt zoologique majeur. Elle abrite environ 10 000 dugongs (vaches de mer), ainsi que de nombreux dauphins, en particulier à Monkey Mia. 

Grands dauphins à Monkey Mia
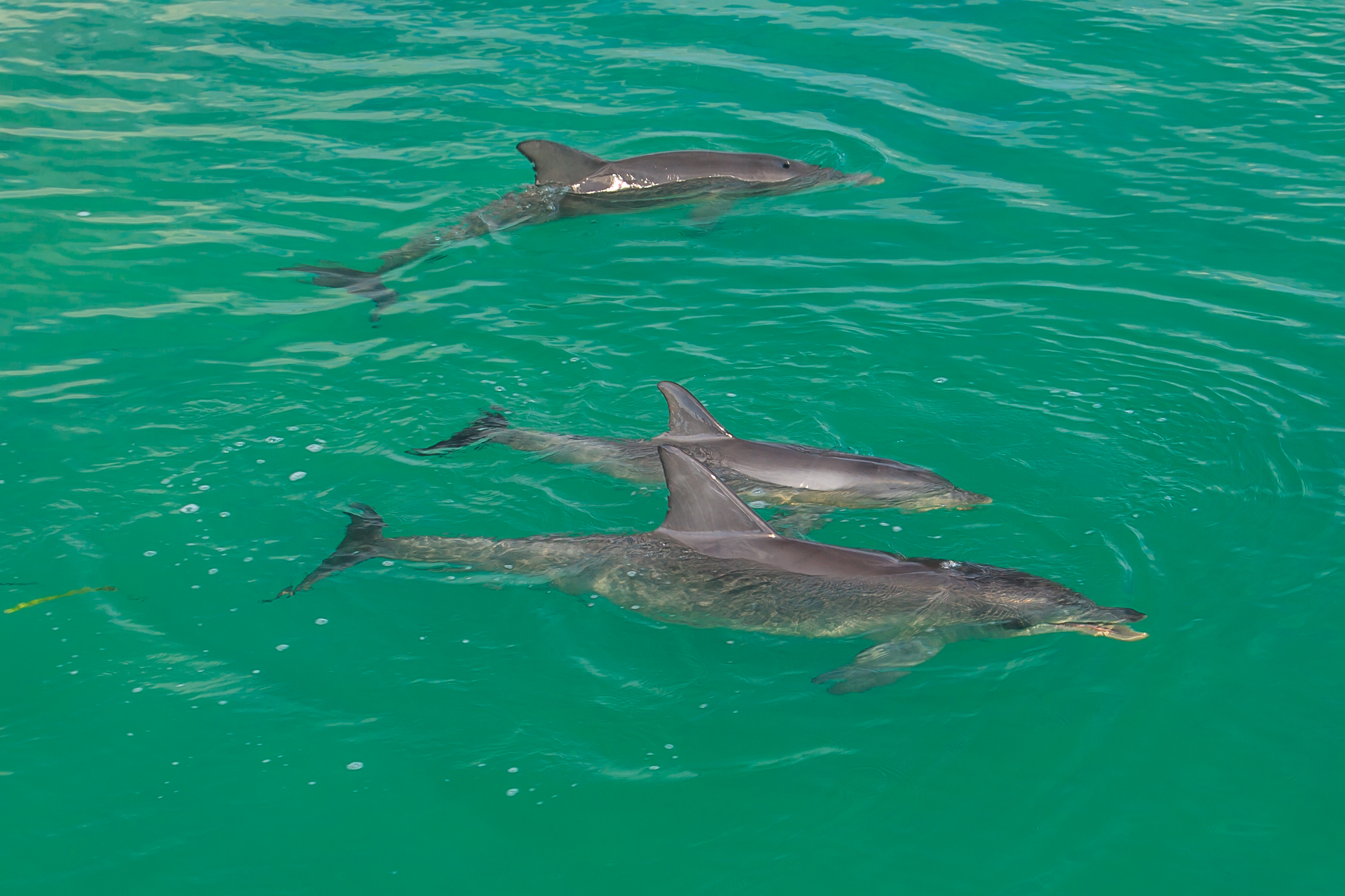
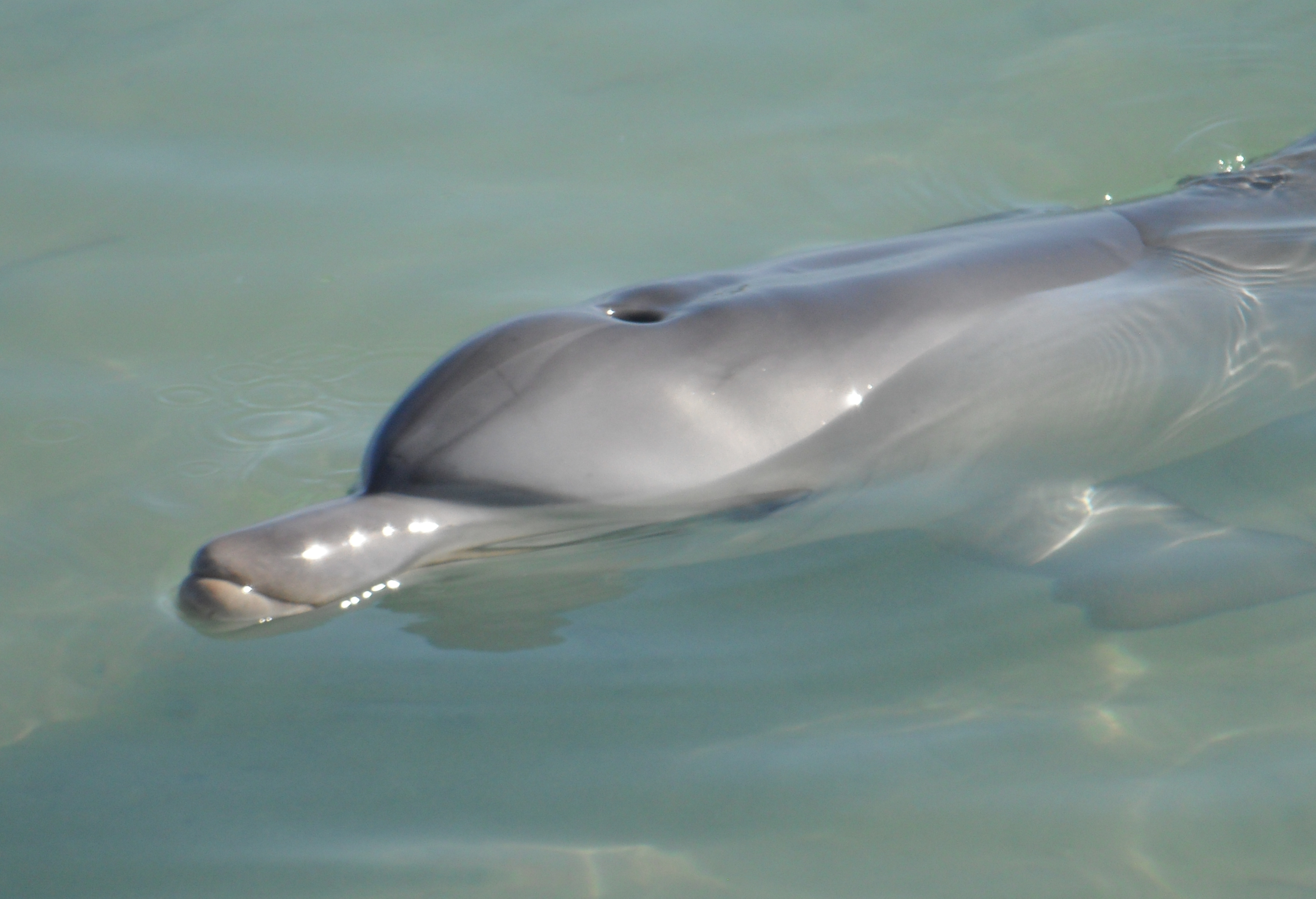

L'endroit abrite 26 espèces protégées de mammifères australiens, ainsi que 230 espèces d'oiseaux, et une centaine d'espèces de reptiles. 
C'est une importante frayère pour de nombreuses espèces de poissons, de crustacés, et de cnidaires. On compte 323 espèces de poissons, dont de nombreux requins et raies.

Quelques grands dauphins illustrent l'une des seules utilisations d'outil chez les animaux marins. Ils protègent leur museau avec une éponge lorsqu'ils cherchent leur nourriture dans les fonds sableux. Le comportement semble être enseigné aux petits par la mère.

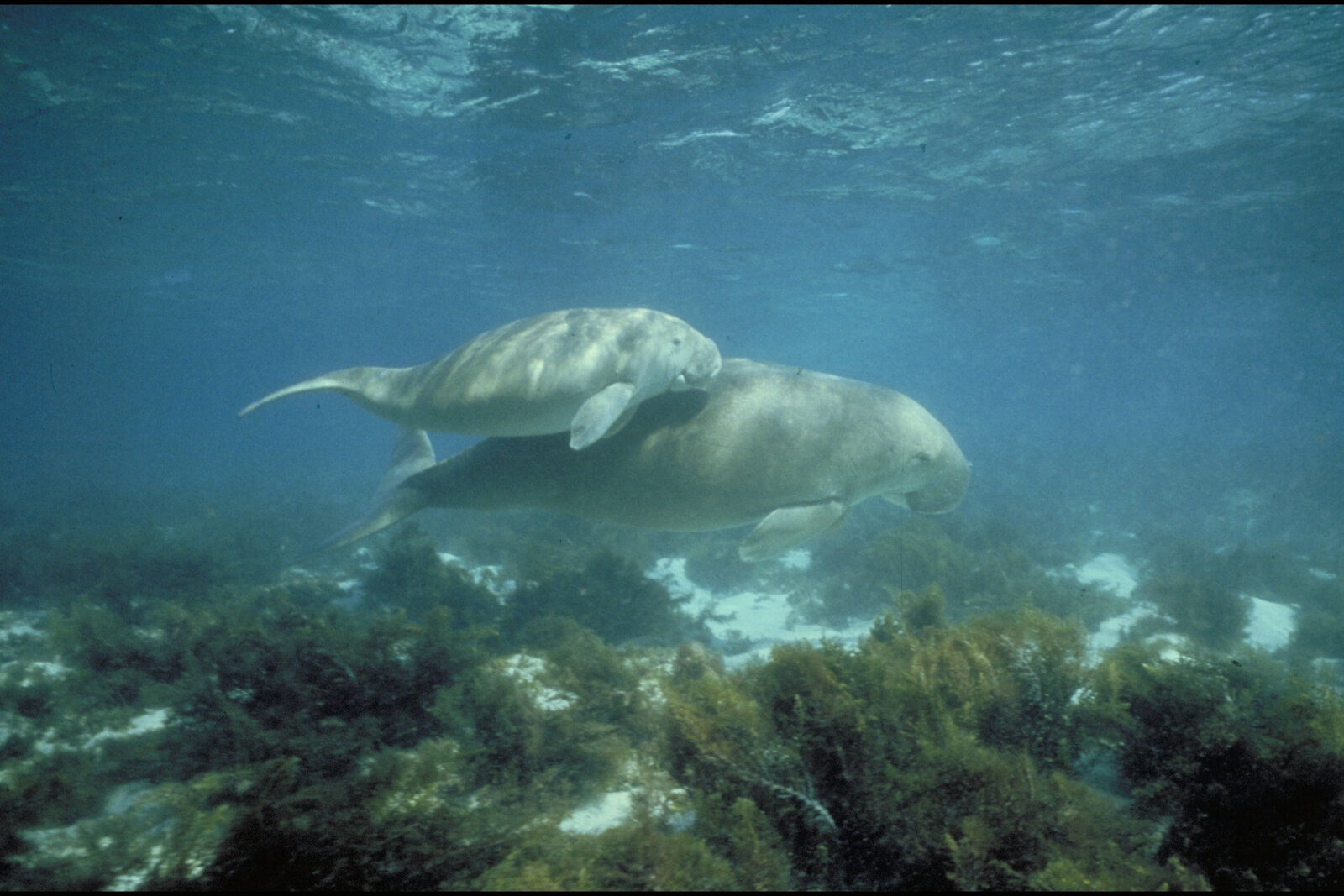
Dugongs.

La baie Shark Bay est aussi un endroit d'un intérêt botanique majeur : en 2022, des océanographes se sont rendu compte qu'un herbier de Posidonie australienne, s’étendant sur 180 km et couvrant près de 200 km2 (deux fois la superficie de la ville de Paris) dans la baie, était en fait principalement composé d'un seul et même individu ; ce  spécimen se serait développée pendant 4 500 ans et c'est la plus grande plante et le plus grand organisme connu de la planète,. La baie Shark possède aussi la plus vaste zone connue d'algues, avec une prairie d'algue couvrant plus de 4 000 km2 dont un, le Wooramel Seagrass Bank (en), avec ses 1 030 km2 est le plus grand banc d'algues d'un seul tenant connu au monde. La baie Shark est également le lieu où l'on trouve le plus grand nombre d'espèces d'algues : douze avec parfois neuf au même endroit.
Dans le havre Hamelin, au sud de la baie, se trouvent toujours des colonies de stromatolites, semblables aux premiers organismes vivants, il y trois milliards d'années. Hamelin Pool présente la plus grande variété de stromatolites au monde.
La baie Shark est inscrite sur la liste du patrimoine mondial de l'UNESCO depuis 1991.  Elle couvre une superficie d'environ 23 000 km2. La zone protégée comprend de nombreuses réserves, dont le parc marin de la baie Shark, le parc national François Péron, la réserve naturelle marine de Hamelin Pool, la réserve naturelle de Zuytdorp et de nombreuses îles protégées. Les villes de Denham et Useless Loop se trouvent à l'intérieur des limites du site, mais sont exclues de la zone protégée.